# Let Love In (Goo Goo Dolls-album)
Let Love In är ett album av Goo Goo Dolls från 2006. Det blev som bäst nia på Billboard 200 och innehåller de mindre hitarna "Better Days" och "Stay With You".

## Låtlista
1. "Stay With You" (Glen Ballard/Johnny Rzeznik) - 3:56
2. "Let Love In" (Glen Ballard/Johnny Rzeznik/Gregg Wattenberg) - 5:01
3. "Feel the Silence" (Johnny Rzeznik) - 3:51
4. "Better Days" (Johnny Rzeznik) - 3:35
5. "Without You Here" (Johnny Rzeznik) - 3:49
6. "Listen" (Johnny Rzeznik/Robby Takac) - 3:11
7. "Give a Little Bit" (Rick Davies/Roger Hodgson) - 3:36
8. "Can't Let It Go" (Johnny Rzeznik) - 3:53
9. "We'll Be Here (When You're Gone)" (Johnny Rzeznik) - 3:29
10. "Strange Love" (Johnny Rzeznik/Robby Takac) - 3:36
11. "Become" (Glen Ballard/Johnny Rzeznik) - 4:08